# آلان سوسا
ألان غونسالفيس سوسا (بالبرتغالية: Alan Goncalves Sousa) (ولد في 6 أكتوبر 1990 في البرازيل) لاعب كرة قدم برازيلي. يلعب حاليا في نادي العلا السعودي.
كما لعب لصالح العربي والمرخية في قطر.